# Tampa Cargo

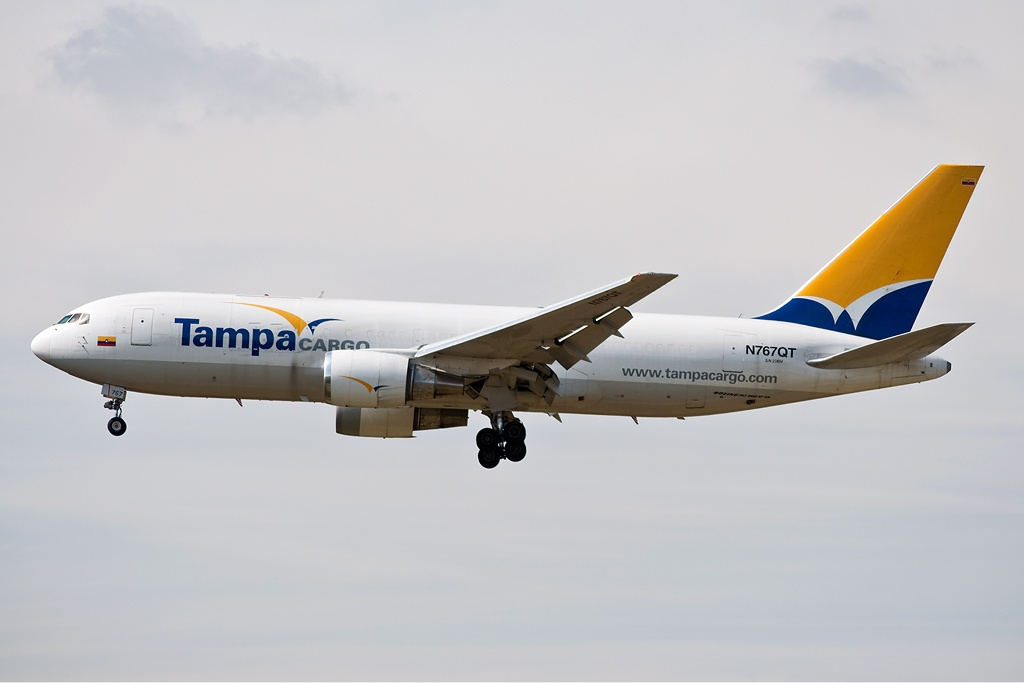
Boeing 767-200ER авіакомпанії Tampa Cargo в міжнародному аеропорту Ель-Дорадо

Transportes Aéreos Mercantiles Panamericanos S. A., діюча як Tampa Cargo, — вантажна авіакомпанія Колумбії зі штаб-квартирою в місті Медельїн, що працює на внутрішніх і міжнародних авіалініях країни.
Портом приписки авіакомпанії є міжнародний аеропорт імені Хосе Марії Кордови в Медельїні, як транзитних вузлів (хабів) перевізник використовує порт приписки, міжнародний аеропорт Ель-Дорадо в Боготі, міжнародний аеропорт імені Хорхе Чавеса в Лімі і міжнародний аеропорт Маямі.

## Історія
Авіакомпанія Tampa Cargo була заснована в 1973 році бізнесменами Луїсом Кулсоном, Орландо Ботеро Ескобаром і Анібалом Обандо Ечеверрі, і почала операційну діяльність у березні того ж року.
У 1996 році 40 % власності колумбійського перевізника було викуплено голландською авіакомпанією Martinair.
У 2008 році Tampa Cargo повністю перейшла у власність флагманської авіакомпанії Колумбії Avianca.

## Маршрутна мережа
У квітні 2007 року маршрутна мережа перевезень Tampa Cargo налічувала такі пункти призначення:
- регулярні внутрішні маршрути: Богота, Медельїн, Баранкілья, Калі
- регулярні міжнародні маршрути: Мехіко, Маямі, Асунсьйон, Ікітос, Сан-Хуан, Ліма, Кіто, Гуаякіль, Каракас, Валенсія, Панама, Сан-Хосе, Санто-Домінго, Сантьяго-де-Чилі, Віракопус/Кампінас, Манаус, Монтевідео і Куритиба

## Флот
У серпні 2012 року повітряний флот авіакомпанії Tampa Cargo становили такі літаки:
27 вересня 2011 року компанія Avianca підписала твердий контракт з концерном Airbus на поставку чотирьох літаків Airbus A330-200F з початком постачання в грудні 2012 року.
Новими лайнерами планується замінити діючий флот, при цьому авіакомпанія стала першим авіаперевізником Латинської Америки, яка закупила вантажні літаки моделі A330.